# Калиновский, Лаврентий
Лаврентий Калиновский (укр. Лаврентій Калиновський) — художник украинского происхождения XVIII века, педагог.
Окончил высшие классы рисования при Харьковском коллегиуме (около 1770 г.). Ученик Ивана Саблукова (Саблучка). Продолжил обучение живописи в Италии.
С 1783 г., вернувшись на родину, преподавал в художественных классах Харьковского коллегиума.
Жил и работал в Харькове. Классный чиновник (1790).
Предположительно в 1790 г. Лаврентий Калиновский, будучи губернским архитектором, разработал проект свайного моста через реку Сейм.
C 1779 г. живописец жил в Петербурге.